# Municipio de Washington (condado de Wapello)
El municipio de Washington (en inglés: Washington Township) es un municipio ubicado en el condado de Wapello en el estado estadounidense de Iowa. En el año 2010 tenía una población de 1394 habitantes y una densidad poblacional de 14,54 personas por km².

## Geografía
El municipio de Washington se encuentra ubicado en las coordenadas 40°56′20″N 92°14′2″O / 40.93889, -92.23389. Según la Oficina del Censo de los Estados Unidos, el municipio tiene una superficie total de 95.9 km², de la cual 93,76 km² corresponden a tierra firme y (2,23 %) 2,14 km² es agua.

## Demografía
Según el censo de 2010, había 1394 personas residiendo en el municipio de Washington. La densidad de población era de 14,54 hab./km². De los 1394 habitantes, el municipio de Washington estaba compuesto por el 98,85 % blancos, el 0,07 % eran afroamericanos, el 0,14 % eran amerindios, el 0,22 % eran de otras razas y el 0,72 % eran de una mezcla de razas. Del total de la población el 0,79 % eran hispanos o latinos de cualquier raza.